# Васильев, Сергей Григорьевич
Серге́й Григо́рьевич Васи́льев (16 июня 1936 или 6 июня 1936, Малые Кибечи, Горьковский край — 20 ноября 2021, Челябинск) — советский, российский фоторепортёр, член Союза журналистов СССР (1970), заслуженный работник культуры РСФСР (1986).

## Биография
В 1958 году демобилизовался из армии, приехал на ударную комсомольскую стройку на Челябинский трубопрокатный завод, работал на заводе металлоконструкций, был занесен в заводскую Книгу почёта. Поступил на службу в милицию, окончил Академию МВД СССР, служил в уголовном розыске, капитан милиции. 
Более 40 лет был фотокорреспондентом газеты «Вечерний Челябинск» (с 1968), В 1979 и 1985 на выставках «Интерпресс-фото» получил золотые медали, а также главные награды на фотовыставках в Женеве, Тарту, Ростоке, Гаване, Кракове. Персональные выставки Сергея Васильева прошли в Финляндии, Италии, Германии, Испании, Прибалтике, а также более, чем в десятке российских городов. Фотографии публиковались более чем в 200 российских и зарубежных изданиях, вошли в авторские фотоальбомы «Русская краса» и «Зона». С 1997 руководил «Галереей искусств», где ежемесячно проходят выставки фотографов и художников. Награждён орденом Дружбы (1996). К своему 80-летию открыл частный музей фотографии. 
Сергей Григорьевич Васильев умер после тяжёлой болезни, осложнённой коронавирусом.

## Награды и звания
- Заслуженный работник культуры РСФСР (1986)
- Четырёхкратный лауреат премии World Press Photo Award (1978[11], 1980[12], 1982[13] и 1983[14])
- Удостоен званий «Международный мастер пресс-фото» Международной организации журналистов (1985), «Фотограф года» (Челябинск, 1996)
- Почётный гражданин Челябинска (2002)[15][16].

## Критика
Отзывы на работы фотомастера публиковали финский журнал «Valokuva» (1978), итальянская газета «La Repubblica» (1990), американский журнал «Еime International» (1991), немецкие издания «Das Magazin» и «Süddeutsche Zeitung» (1994), датский журнал «Månedsbladet Press», испанский журнал «La fotografia» (1994).